# Серджіо Паґано
Серджіо Паґано, B. (італ. Sergio Pagano; нар. 6 листопада 1948, Генуя) — італійський єпископ, префект Ватиканського апостольського архіву, варнавит.

## Життєпис
Вступив до Згромадження регулярних каноніків святого Павла (варнавити). 28 травня 1978 року отримав священичі свячення. 7 січня 1997 року отримав призначення на посаду префекта Ватиканського секретного архіву (від 22 жовтня 2019 року — Ватиканський апостольський архів).

## Єпископ
4 серпня 2007 року папа Бенедикт XVI призначив о. Серджіо Паґано титулярним єпископом Целене. Єпископську хіротонію 29 вересня 2007 року уділив сам папа Бенедикт XVI, а співсвятителями були кардинали Тарчізіо Бертоне і Мар'ян Яворський.